# Catalogul colecției Clasicii literaturii universale
Cărțile din Catalogul colecției Clasicii literaturii universale au  fost publicate de Editura pentru literatură universală  și, din 1969, de Editura Univers.

## Lista volumelor

### Editura pentru literatură universală
| Data apariției | Autor(i)                     | Titlu                               | Titlu original                      | Traducător(i)                                            | Note / Ref.   |
| -------------- | ---------------------------- | ----------------------------------- | ----------------------------------- | -------------------------------------------------------- | ------------- |
| 1959           | Stendhal                     | Roșu și negru                       | Le rouge et le Noir                 | Gelu Naum                                                | [ 2 ]         |
|                |                              |                                     |                                     |                                                          |               |
| 1962           | Ivan Alexandrovici Goncearov | Oblomov                             | Обломов                             | Ștefana Velisar Teodoreanu, Tatiana Berindei             | Ediția a 3-a  |
| 1963           | Mamin-Sibiriak               | Aur                                 | золото                              | Alice Gabrielescu, Eugen Sîrbu                           |               |
|                | Balzac                       | Muza Departamentului                |                                     |                                                          |               |
|                | Illes Bela                   | Tisa în Flăcări                     |                                     |                                                          |               |
|                | Carolina Maria de Jesus      | Sao Paolo, Str. A Nr. 9             |                                     |                                                          |               |
|                | Vasco Pratolini              | Cronica unor bieți îndrăgostiți     |                                     |                                                          |               |
|                | Shakespeare                  | Opere, vol X                        |                                     |                                                          |               |
|                | Sienkiewicz                  | Cavalerii teutoni                   |                                     |                                                          |               |
|                | Pablo Tîcina                 | În orchestra cosmică                |                                     |                                                          |               |
|                | I.S. Turgheniev              | Opere, vol XI                       |                                     |                                                          |               |
| 1963           | Nikolai Gogol                | Suflete moarte                      | Мёртвые души                        | Tudor Arghezi, Ionel Țăranu, Iancu Linde si Ion Popovici | Editia a 3-a  |
|                | Ch. Dickens                  | Martin Chuzzlewit                   |                                     |                                                          |               |
|                | Jokai Mor                    | Diamantele Negre                    |                                     |                                                          |               |
|                | Benito Perez Galdos          | Dona Perfecta                       |                                     |                                                          |               |
|                |                              |                                     |                                     |                                                          |               |
|                | W. M. Thackeray              | Herny Esmond                        |                                     |                                                          |               |
|                | G. Keller                    | Nuvele                              |                                     |                                                          |               |
| 1965           | Selma Lagerlof               | Povestea lui Gosta Berling          | Gosta Berlings Saga                 | Nicolae Filipovici                                       |               |
|                |                              |                                     |                                     |                                                          |               |
|                |                              |                                     |                                     |                                                          |               |
| 1966           | Choderlos de Laclos          | Legăturile Primejdioase             |                                     | Al. Philippide                                           |               |
| 1967           | Antonio Fogazzaro            | Mică lume de altădată               | Piccolo mondo antico                | Oana Busuioceanu                                         |               |
|                |                              |                                     |                                     |                                                          |               |
|                | Doamna de Stael              | Scrieri alese                       |                                     |                                                          |               |
| 1967           | Scarron                      | Romanțul comic                      | Le Roman comique                    | Radu Albala                                              |               |
|                |                              |                                     |                                     |                                                          |               |
| 1967           | Samuel Butler                | Și tu vei fi țărână                 | The Way of All Flesh                | Andrei Bantaș                                            |               |
|                |                              |                                     |                                     |                                                          |               |
| 1968           | Prosper Mérimée              | Cronica domniei lui Carol al IX-lea | La Chronique du temps de Charles IX | Leon Baconsky                                            |               |
| 1968           | Benito Perez Galdos          | Episoade Naționale                  |                                     |                                                          |               |
|                | Stendhal                     | Nuvele                              |                                     |                                                          |               |
|                | Sarmiento                    | Facundo                             |                                     |                                                          |               |
|                | Castiglione                  | Curteanul                           |                                     |                                                          |               |
| 1968           | Luis Velez de Guevara        | Diavolul Șchiop. Domnie după moarte |                                     | Theodor Enescu                                           |               |
|                |                              |                                     |                                     |                                                          |               |
|                |                              |                                     |                                     |                                                          |               |
| 1968           | Stendhal                     | Roșu și negru                       | Le rouge et le Noir                 | Gelu Naum                                                | [ 3 ]         |
|                | Leopardi                     | Mici Opere Morale                   |                                     |                                                          |               |
|                | Jane Austen                  | Mîndrie și prejudecată              |                                     |                                                          |               |
|                | Samuel Butler                | Și tu vei fi țărînă                 |                                     |                                                          |               |
|                | R.L. Stevenson               | Seniorul de Ballantrae              |                                     |                                                          |               |
| 1969           | Nikolai Gogol                | Suflete moarte                      | Мёртвые души                        | Tudor Arghezi, Ionel Țăranu, Iancu Linde si Ion Popovici | Editia a 4-a  |
|                |                              |                                     |                                     |                                                          |               |
| 1969           | Ippolito Nievo               | Memoriile unui italian I            | Le confessioni d'un italiano        | George Lăzarescu                                         |               |
| 1969           | Ippolito Nievo               | Memoriile unui italian II           | Le confessioni d'un italiano        | George Lăzarescu                                         |               |
|                |                              |                                     |                                     |                                                          |               |
| 1972           | Aleksandr Pușkin             | Dama de pică și alte povestiri      | Пиковая дама                        | Eusebiu Camilar                                          | Editia a IV-a |
|                |                              |                                     |                                     |                                                          |               |
|                |                              |                                     |                                     |                                                          |               |
|                |                              |                                     |                                     |                                                          |               |

### Editura Univers
|      |                           |                          |                              |                                                          |                               |  |  |  |  |  |  |
| 1970 | Nikolai Vasilyevich Gogol | Povestiri din Petersburg | Петербургские повести        | Alexandra Bărcăcilă, Natalia Stroe                       |                               |  |  |  |  |  |  |
|      |                           |                          |                              |                                                          |                               |  |  |  |  |  |  |
| 1972 | Ivan Turgheniev           | Povestirile unui vânător | Записки охотника             | Mihail Sadoveanu                                         | Ediția a V-a                  |  |  |  |  |  |  |
|      |                           |                          |                              |                                                          |                               |  |  |  |  |  |  |
| 1974 | Vladimir Odoevski         | Mănușa neagră            | Черная перчатка              | Monica Bilan                                             | Povestiri romantice 1830-1839 |  |  |  |  |  |  |
|      |                           |                          |                              |                                                          |                               |  |  |  |  |  |  |
| 1981 | Stendhal                  | Roșu și negru            | Le rouge et le Noir          | Gelu Naum                                                | [ 4 ]                         |  |  |  |  |  |  |
|      |                           |                          |                              |                                                          |                               |  |  |  |  |  |  |
| 1984 | Jan Neruda                | Călătoria                | Obrazy z ciziny              | Helliana Ianculescu                                      |                               |  |  |  |  |  |  |
|      |                           |                          |                              |                                                          |                               |  |  |  |  |  |  |
| 1985 | Gottfried Keller          | Heinrich cel verde       | Der grüne Heinrich           | Iulia Soare; Dragoș Vacariuc                             | Editia a 2-a                  |  |  |  |  |  |  |
|      |                           |                          |                              |                                                          |                               |  |  |  |  |  |  |
| 1985 | Daniel Defoe              | Jurnal din anul ciumei   | A Journal of the Plague Year | Antoaneta Ralian                                         | Ediția a 2-a                  |  |  |  |  |  |  |
|      |                           |                          |                              |                                                          |                               |  |  |  |  |  |  |
| 1987 | Nikolai Gogol             | Suflete moarte           | Мёртвые души                 | Tudor Arghezi, Ionel Țăranu, Iancu Linde si Ion Popovici | Editia a 5-a                  |  |  |  |  |  |  |
|      |                           |                          |                              |                                                          |                               |  |  |  |  |  |  |
| 1987 | Eça de Queiroz            | Orașul și Muntele        | A Cidade e as Serras         | Mioara Caragea                                           |                               |  |  |  |  |  |  |